# Iglesia de San Esteban (Plasencia)
La iglesia de San Esteban es un templo católico de la ciudad española de Plasencia, en la provincia de Cáceres. Se halla situada muy cerca de la Plaza Mayor y da nombre a la plazoleta (Ricón de San Esteban) que tiene frente a su portada principal. Se construyó en el siglo XV y tiene un ábside gótico y un retablo mayor plateresco-barroco. José María Gabriel y Galán se casó aquí y hay una placa conmemorativa que recuerda ese hecho.
Frente a una de sus puertas se encuentra el Corral de los Alcaldes, antiguo centro de reunión de las autoridades de la comunidad de villa y tierra de Plasencia.